# Saint-Céré
Saint-Céré è un comune francese di 3 709 abitanti situato nel dipartimento del Lot nella regione dell'Occitania.

## Altri progetti

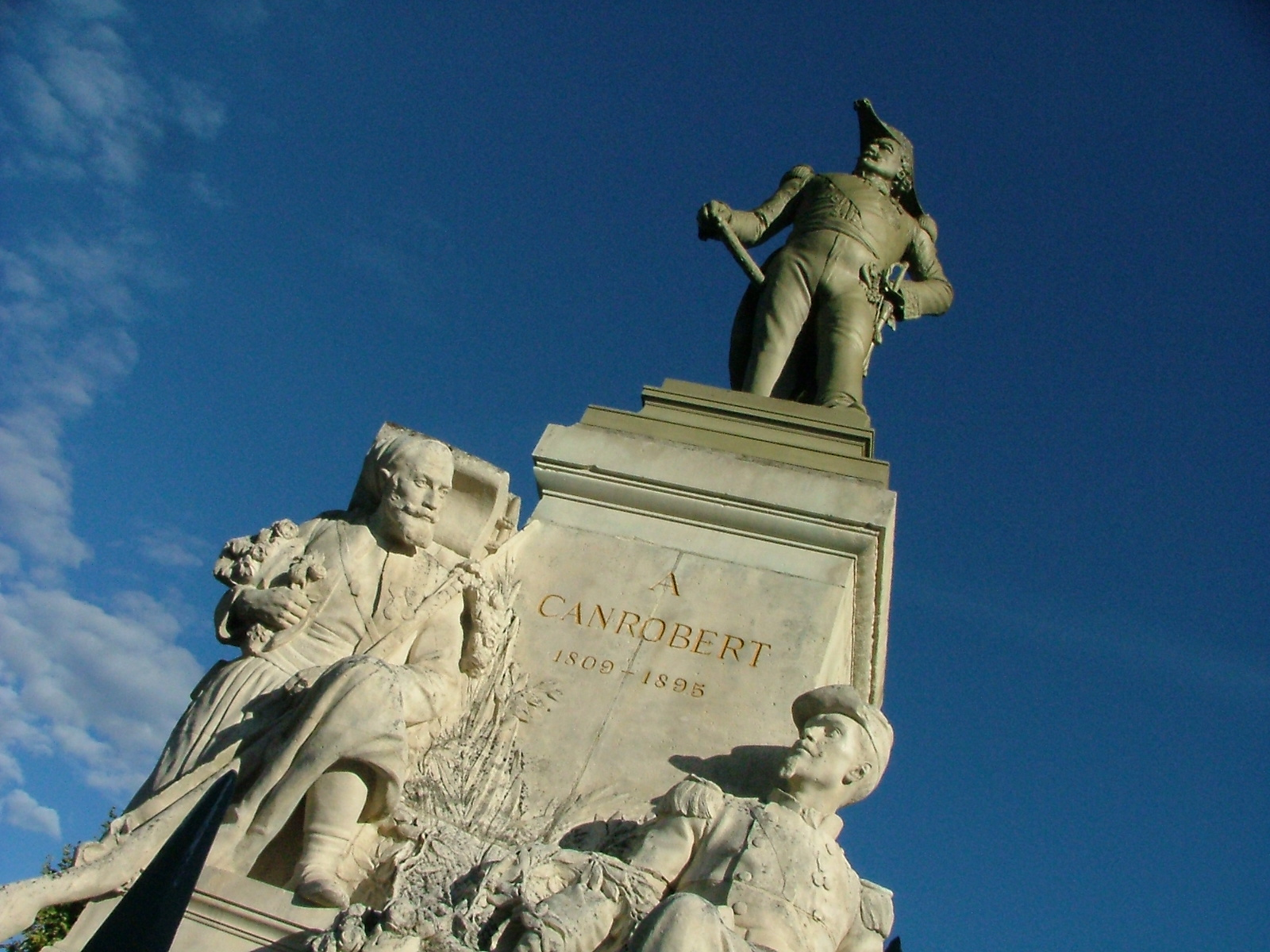
Monumento al generale François Certain de Canrobert

## Società

### Evoluzione demografica
Abitanti censiti